# Hayashi Razan
Hayashi Razan (林羅山?   1583-1657) fue un filósofo neoconfuciano japonés, asesor de los primeros tres shogunes del bakufu Tokugawa.

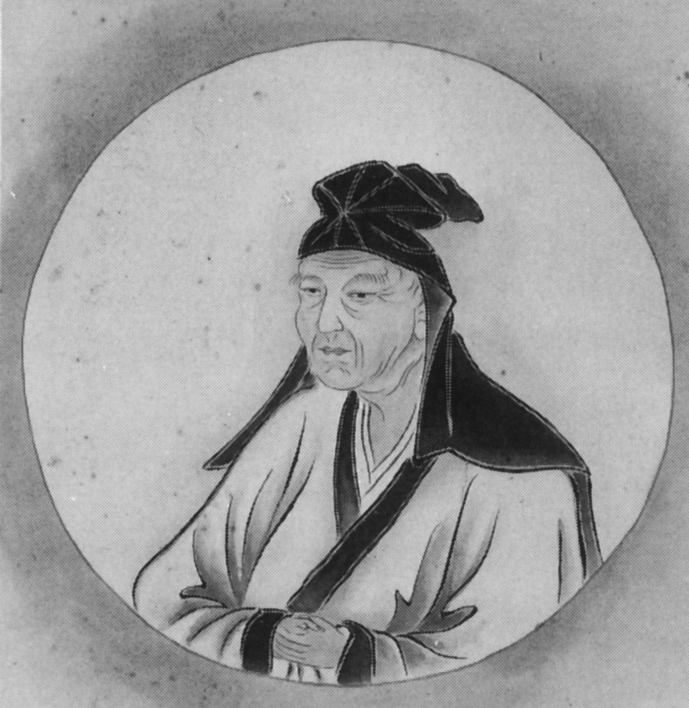
Hayashi Razan

Razan fue influenciado en gran medida por la obra del neoconfuciano Chino Zhu Xi, que enfatizaba el rol del individuo como un funcionario de la sociedad, y consecuentemente elaboró una jerarquía social. Separó al pueblo en cuatro clases sociales distintas: samurái (clase dominante), granjeros, artesanos y mercaderes.
Su filosofía fue muy influyente y lentamente se convirtió en la ideología dominante del shogunato hasta el fin del siglo XVIII. Esto en parte se debía al hecho de que, al igualar a los samurái con la clase gobernante culta (a pesar de que los samurái en ese entonces eran iletrados), Razan ayudó a legitimar el rol del shogunato, que era militarista, desde sus inicios. Su pensamiento es también importante porque alentó a la emergente clase samurái a cultivarse, una tendencia que dio lugar a un amplio despertar intelectual.
- Datos: Q558279
- Multimedia: Hayashi Razan / Q558279